# Bătălia de la Fleurus (1794)
Bătălia de la Fleurus a avut loc la 26 iunie 1794, în timpul Războiului Primei Coaliții dintre aliații participanți la această coaliție (Sfântul Imperiu Roman, Marea Britanie, Provinciile Unite, Principatul Braunschweig-Lüneburg) și Franța. Armata revoluționară franceză a câștigat decisiv această bătălie, desfășurată la Fleurus, între Charleroi și Namur, în Țările de Jos Austriece (în prezent, Belgia).
Această bătălie a marcat și prima utilizare militară a unui balon de observație. La bordul balonului cu hidrogen l'Entreprenant (având un diametru de circa 10 m și o capacitate de 523 m3), căpitanul francez Jean-Marie-Joseph Coutelle⁠(d) și un alt ofițer au putut observa desfășurarea aliaților. Pentru ca observațiile să fie transmise rapid, ei au folosit pavilioane navale și codul de semnalizare maritimă. Pe lângă informațiile obținute în acest mod, prezența acestui balon de observație a afectat și moralul aliaților.
Înfrângerea aliaților a dus la pierderea Țărilor de Jos Austriece și la ocuparea acestora de către Franța. Bătălia a marcat un punct de cotitură pentru armata franceză, care a continuat pe un curs ascendent în tot restul Războiului Primei Coaliții.